# Замітка
Замітка — жанр інформаційної журналістики. Основою замітки є новина, яку журналіст описує, відповідаючи на запитання: «що сталось?», «де сталось?», «коли це сталось?», «хто брав у цьому участь?», «як це сталось?», «чому це сталось?». У журналістиці замітка вважається неавторським матеріалом, згідно із журналістськими стандартами вона не повинна містити думки автора.

## Етимологія
Слово «замітка» означає «звернути на щось увагу, виділити одне явище із низки інших явищ, фактів, тобто не пропустити щось важливе, помітити, відзначити», говорить В. Пельт. Він також пропонує розглядати це слово у широкому значенні, замітками можна назвати різноманітні літературні ескізи, «нотатки для себе».
У науковій літературі з журналістикознавства синонімами до слова «замітка» можна вважати «повідомлення»/«інформаційне повідомлення». Замітку називають також «новиною», наприклад, у професійних колах, коли говорять «поставити новину на сайт» або «опублікувати новину». У деяких підручниках також вживають «новину» як синонім до «замітки». З. Вайшенбег, наприклад, вживає словосполучення «коротка новина» і в дужках уточнює «замітка». Проте варто відзначити, що слово «новина» є ширшим за «замітку», новина — це «сировина» або ж матеріал, з якого може бути побудована не лише замітка, а й інші журналістські жанри.

## Основні риси замітки
- Лаконічність. Як зазначає М. Василенко, розмір замітки не більше 15-20 газетних рядків (у рядку 25 знаків)[6]. Замітка називає основні ознаки події, що сталася, аби читач отримав загальне уявлення про неї. Якщо новина, про яку йдеться в замітці, виявиться значущою, журналісти більш детально охарактеризують цю новину в інших жанрах. Призначення ж замітки — просто повідомити про те, що сталося, не даючи подробиць. О. Тертичний називає це «фактологічним описом»[7].
- Оперативність. Замітка має бути написана й оприлюднена якомога швидше. Із появою інтернет-журналістики від авторів вимагають наблизитися до синхронізації події та повідомлення про неї[8].

Замітка дуже швидко старішає, оскільки вона містить тільки новину. На думку І. Куляса, «неоперативно подана новина одразу викликає підозру в політичній ангажованості… до того ж є небезпека, що „спізнена“ новина дезорієнтує читача й може підштовхнути його до хибної дії».
- Побудова за шаблоном. Щодо структури замітки існують досить жорсткі умови. Г. Штромайєр говорить про те, що замітка будується із трьох блоків:

1. суть
2. джерела і подробиці
3. передісторія (бекграунд) і конктекстні зв'язки[4].

Проте тут потрібно згадати й про те, що у деяких замітках, може використовуватися й інша структура. Зазвичай це стосується так званих «м'яких» новин, які виконують рекреативну функцію. Г. Штромайєр називає їх «неточними новинами» і вважає, що вони мають будуватися із розрахунком на те, «щоб досягти якомога кращої розважальної дії».
Лаконічність та побудова за шаблоном якраз і дозволяють журналістам досягти під час написання заміток максимальної оперативності.

### Жанрові види замітки
- Подієва замітка. Замітки даного типу складають, так би мовити, основний потік інформаційних публікацій в пресі. Основним змістом таких заміток є фактологічний опис. Виділення їх у самостійній жанровий різновид. Можливо, на основі своєрідності предмета відображення. Як такий, в подієвій замітці зазвичай виступають різноманітні події. А також положення справ у тій або іншій сфері діяльності.

- Анонс — це замітки, які повідомляють про майбутні події: культурні заходи, виставки, концерти та ін. Назва «анонс» перекладається з англійської «announce» як «повідомлення», «сповіщення», «оголошення».[10] Анонс має схожі риси із рекламним текстом. Проте, на відміну від нього анонс не ставить за мету залучити до «заходу» якомога більше публіки, розписуючи його якості. Основна мета анонсу дати коротку, але об'єктивну інформацію про час і головні сторони запланованої події, про найбільш важливі його передумови й етапи.[11]
- Анотація. Предметом відображення в таких замітках виступає певне інформаційне явище, (передусім — книги, статті). Назва даного жанру перекладається з англійської «annotate» як «примічати». Мета публікації даного типу не стільки в тому, щоб проінформувати аудиторію про появу, існування будь-якого нового видання, скільки в тому, щоб коротко описати його якості.[11]
- Мінірецензія. Вона являє собою оціночну замітку, предметом якої виступає якесь інформаційне явище (книга, кінофільм, п'єса і т. ін.). Мета публікації даного типу полягає в тому, щоб повідомити читачу про враження, отримане її автором під час знайомства з відображеним предметом. При цьому таке враження, яке є свого роду оцінкою переваг твору, в мінірецензії не підтверджується будь-якими доказами, а являє собою простий виклад емоцій автора.[11]
- Мініпорада. Замітка, в якій автор викладає можливий порядок дій, необхідний для досягнення якої-небудь мети. Але подібні публікації аж ніяк не претендують на розгорнуте обґрунтування та аналіз. Довіра до подібного роду матеріалу обґрунтовується лише авторитетом автора. Ними частіше виступають експерти.

## Призначення замітки
Замітка є базовим журналістським жанром, російський дослідник Л. Кройчик називає її «провідним оперативно-новинним текстом ЗМІ». Вона виступає «атомом, з якого згодом конструюються інші газетні матеріали». Саме тому важливо, щоб у ній автор дотримувався усіх журналістських стандартів: ретельно перевіряв факти, дотримувався стандартів об'єктивності, повноти та відокремлення фактів від коментарів.
Як зазначає російський дослідник О. Тертичний, «головне для замітки — саме короткий виклад результату вивчення, „сигналізування“ про існування (або відсутність), основних рис якогось явища, події, людини, проблеми. Причому ці події, явища, проблеми, сторони особистості людини мають виступати для аудиторії як новина, тобто потенційна інформація, яка перевищує те, що вже відомо читачам».
Замітки у випуску новин знайомлять з інформаційною картиною дня, називають або ж «позначають» основні події, вводять у курс справи. За З. Вайшенбергом замітка як і вся інформаційна журналістика загалом «виносить за дужки причини та інтерпретацію подій, описує лише те, що на поверхні»
Незважаючи на те, що замітка тільки називає, вона має називати усі деталі, які потрібні для розуміння ситуації (тобто її автор має дотримуватися стандарту повноти). Якщо уявити собі замітку про смерть Сократа, повідомлення про сам факт смерті було б недостатньо. Для розуміння справи потрібно зазначити, що йому винесли смертний вирок, а також і те, що він добровільно випив отруту. Якби ми повідомили тільки про факт смерті й смертний вирок, наша аудиторія б не мала повного уявлення про те, яким насправді був Сократ